# Tympanoctomys loschalchalerosorum
Tympanoctomys loschalchalerosorum és una espècie de mamífer rosegador de la família dels octodòntids. És endèmic de l'Argentina. El seu hàbitat natural és una zona de matollars perisalins, on viu entre la vegetació halòfita. La UICN el classifica com a espècie en perill crític perquè té una distribució de menys de 10 km² i el seu hàbitat s'està empetitint i deteriorant.
El seu nom específic fou elegit en honor del grup Los Chalchaleros, que el 2000 portava 52 anys tocant música folklòrica argentina.